# فرودگاه هاوکسبوری (ویندور فیلد)
فرودگاه هاوکسبوری (ویندور فیلد) (به انگلیسی: Hawkesbury (Windover Field) Airport) یک فرودگاه همگانی است که یک باند فرود چمن دارد و طول باند آن ۴۲۷ متر است. این فرودگاه در کشور کانادا قرار دارد و در ارتفاع ۵۰ متری از سطح دریا واقع شده‌است.